# Alcis tabescens
Alcis tabescens är en fjärilsart som beskrevs av Inoue 1987. Alcis tabescens ingår i släktet Alcis och familjen mätare. Inga underarter finns listade i Catalogue of Life.